# 헤라트 대학교
헤라트}}/ }} 대학교 (페르시아어: دانشگاه هرات/Dānešgāhe Herāt)는 헤라트주 헤라트에 위치하여 있다. 헤라트 대학교는 공립 고등교육 기관으로 1988년 문학부와 인문학부를 개설하며 설립되었다. 1대 총장은 아부바크르 라셰드이다. 헤라트 대학교는 아프가니스탄에서 카불 대학교 다음으로 큰 규모의 대학 기관이다. 14개의 학부와 45개의 학과가 있다. 가장 인기있는 학부는 교육학과이며 대학 학생 수의 3분의 1을 차지하는 10,500명의 학생은 여성이다.